# Mjölby (gemeente)
Mjölby is een Zweedse gemeente in Östergötland. De gemeente behoort tot de provincie Östergötlands län. Ze heeft een totale oppervlakte van 559,9 km² en telde 25.326 inwoners in 2004.

## Plaatsen
- Mjölby (stad)
- Mantorp
- Skänninge
- Väderstad
- Spångsholm
- Sya
- Hogstad